# Riftdalkoortsvirus
Het Riftdalkoortsvirus is de veroorzaker van de vectorziekte riftdalkoorts dat bij een groot aantal verschillende soorten kan voorkomen. De ziekte en het virus zijn vernoemd naar het Riftdal, een andere benaming voor de Grote Slenk in Oost-Afrika in Oost-Afrika.
Het Riftdalkoortsvirus is een (-)ssRNA-virus, een zogeheten Phlebovirus een van de vijf soorten uit de familie van de Bunyaviridae.
Eigenschappen:
- kan meerdere maanden overleven bij een temperatuur van 4 °C
- uitgeschakeld bij 120 minuten op 56 °C
- bestand tegen een basisch milieu, maar uitgeschakeld bij een pH < 6,8
- uitgeschakeld door ether en chloroform
- kan lange tijd overleven in opgedroogde mest, neusuitvloeiingen etc.